# Phaedrotoma fictus
Phaedrotoma fictus is een insect dat behoort tot de orde der vliesvleugeligen (Hymenoptera) en de familie van de schildwespen (Braconidae). De wetenschappelijke naam van de soort werd voor het eerst geldig gepubliceerd door Fischer in 1969.